# 신제이

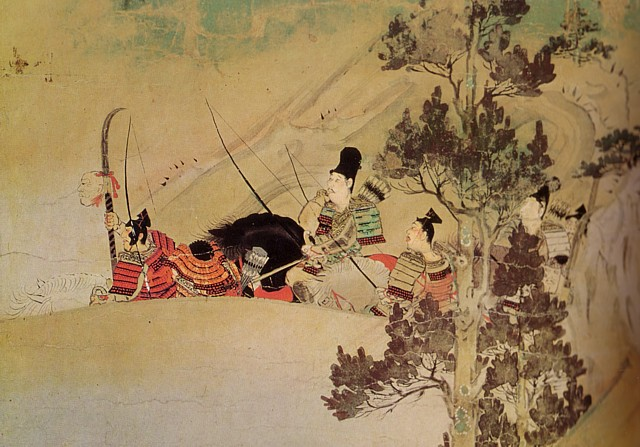

신제이(信西, 가쇼 원년(1106년) ~ 헤이지 원년 음력 12월 13일(1160년 1월 23일)는 헤이안 시대 말기의 귀족, 학자, 스님이다. 신제이는 출가후의 법명으로서 호는 엔쿠(円空), 속명(俗名)은 후지와라노/다카시나노 미치노리(藤原/高階通憲). 후지와라 남가 사다쓰구 파, 후지와라노 사네카네의 아들. 정오위하, 소납언.

## 같이 보기
- 헤이케 이야기